# Оболонь (зупинний пункт)
Оболо́нь — колишній пасажирський зупинний пункт Київського залізничного вузла Південно-Західної залізниці. Був розташований на Північному напівкільці — обхідній залізничній лінії, що сполучає станції Святошин та Дарниця через станцію Почайна.
Розміщувався на півночі Рибальського острова біля вулиці Електриків та затоки Вовкувата, поблизу житлового масиву Оболонь, від якого здобув назву. Платформа була розташована між станцією Почайна та зупинним пунктом Воскресенка. Це був останній зупинний пункт правобережної частини обхідної гілки перед Рибальським залізничним мостом.
Побудований у середині 1970-х років, коли почалася розбудова промислової зони (між Подолом та Оболонню), будівництво житлового масиву Оболонь та прокладання нової автомагістралі в бік майбутнього Північного мосту.
З 26 травня 2010 року платформу зачинено для проведення ремонту, зупинки всіх електропотягів скасовано. Однак жодних ремонтних робіт не відбулося, а вже станом на 10 липня 2013 року платформу повністю ліквідовано. Деякий час до демонтованої платформи вів «у нікуди» пішохідний місток через вулицю Електриків, який 7 серпня 2014 року був пошкоджений негабаритним вантажем та завалився на проїзну частину. За деякий час перехід був практично повністю демонтований, окрім колони біля залізничного полотна, яка залишається єдиним вказівником на колишнє місцерозташування входу на платформу.

## Цікаві факти
- Натомість зупинка громадського транспорту поблизу досі називається «Станція Оболонь».
- В останні роки в Укрзалізниці активно обговорюється будівництво нових станцій міської електрички на Либідській та в тому числі відродження платформи на Оболоні. Проєкт планується впроваджувати після закінчення повномасштабного вторгнення Росії в Україну.